# میرمعزالدین محمد کاشانی
' معروف به میرمُعّز' از بهترین خوشنویسان و نستعلیق‌نویسان قرن دهم هجری است.
او از سادات حسینی کاشان بود و گاهی آثارش را با عبارت «معزالدین محمدالحسینی» رقم می‌زد. میرمُعّز از خوشنویسان زبردست دوران شاه طهماسب اول و شاه عباس بزرگ صفوی است که در زمان شاه عباس سفری به هند کرد و دوباره به ایران بازگشت. تاریخ درگذشت او در کاشان را مؤلف گلستان هنر سال ۹۹۵ ه‍.ق و مؤلف کتاب مناقب هنروران ۹۹۰ه‍.ق ذکر کرده‌اند.
او علاوه بر خطاطی در شعر و موسیقی نیز دست داشت و اشعارش را با نام مستعار «معزی» می‌سرود.